# Marco Gbarssin
Marc-Antoine Gbarssin (Bordeaux, 11 december 1984) is een Frans voetballer die onder contract staat bij SC Eendracht Aalst. Gbarssin is een middenvelder die vroeger speelde bij onder meer SK Lombeek, RE Virton, Antwerp FC en Carlisle United.
| Club       | Seizoen    | Totaal aantal wedstrijden | Competitie- wedstrijden | Doelpunten |   |   |
| ---------- | ---------- | ------------------------- | ----------------------- | ---------- | - | - |
| Antwerp FC | 2007-08    | 29                        | 21                      | 2          | 3 | 0 |
| Antwerp FC | 2008-09    | 35                        | 26                      | 3          | 1 | 0 |
| Antwerp FC | 2009-10    | 5                         | 0                       | 0          | 0 | 0 |
| Totaal     |            | 69                        | 47                      | 5          | 4 | 0 |
| Bijgewerkt | 25-07-2011 |                           |                         |            |   |   |